# Rafael Sánchez Ferlosio

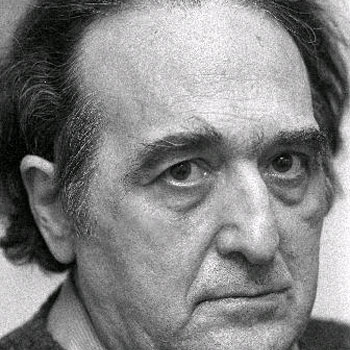
Rafael Sánchez Ferlosio

Rafael Sánchez Ferlosio (* 4. Dezember 1927 in Rom; † 1. April 2019 in Madrid) war ein spanischer Schriftsteller.

## Leben
In den 1950er Jahren wurde Sánchez Ferlosio über die spanischen Grenzen hinweg bekannt. Sein erster Roman war 1951 Industrias y andanzas de Alfanhuí. Dieses Buch erschien 1959 auch auf Deutsch unter dem Titel Abenteuer und Wanderungen des Alfanhuí und brachte ihm die Anerkennung der Fachwelt ein. Mit El Jarama, seinem zweiten Roman aus dem Jahr 1955, wurde er weltberühmt. Für diesen Roman, der 1960 auf Deutsch unter dem Titel Am Jarama erschien, bekam Ferlosio 1955 den angesehenen Nadal-Literaturpreis. Hauptsächlich schrieb er Essays, Erzählungen, Gedichte und Zeitungskolumnen, die in der großen Mehrzahl in El País erschienen.
Sánchez Ferlosio war bis 1970 mit der Schriftstellerin Carmen Martín Gaite verheiratet, mit der er einen als Kleinkind verstorbenen Sohn und eine 19-jährig verstorbene Tochter hatte. Nach deren Tod im Jahr 1985 zog er sich weitgehend zurück und arbeitete zuletzt in Madrid. Bis zu seinem Tod lebte er mit seiner zweiten Frau Demetria Chamorro zusammen, deren Tochter er adoptierte und die eine Enkelin bekam.
Im Jahr 2003 machte er nochmals Schlagzeilen, als er öffentlich mit scharfen Worten die Invasion der US-geführten Streitkräfte im Irak verurteilte. Überraschend wurde Sánchez Ferlosio im Dezember 2004 mit dem Cervantespreis ausgezeichnet. Vor der Wahl hatte Sánchez Ferlosio nicht zu den Favoriten gehört.